# Словенія в Європейському Союзі
Відносини між Республікою Словенія та Європейським Союзом — вертикальні відносини за участю наднаціональної організації та однієї з її держав-членів. Європейський Союз залишається пріоритетом дипломатії Словенії.

## Історія

### Відносини до вступу
До вступу Словенія мала високий рівень політичного та економічного розвитку порівняно з іншими балканськими країнами. Фактично її валовий внутрішній продукт на душу населення становив близько 70% від середнього по Співтовариству, що пояснюється історією країни: вона була головним морським регіоном Австро-Угорської імперії, а потім завжди був найбагатшим регіоном Югославії. Значні зусилля були зроблені в різних сферах (екологія, сільське господарство, енергетика, тощо), але значний прогрес все ще був необхідний, коли заявка на членство була офіційно оформлена в 1996 році, починаючи з реформи державного управління та прискорення приватизації.

### Фаза членства
Словенія приєдналася до першої групи країн і закрила переговори на Європейській раді в Копенгагені 13 і 14 грудня 2002 року. Вона підписала Договір про приєднання 16 квітня 2003 року в Атенах і ратифікувала його під час референдуму. Членство Словенії набуло чинности 1 травня 2004 року.